# Ferdinand II. (León)

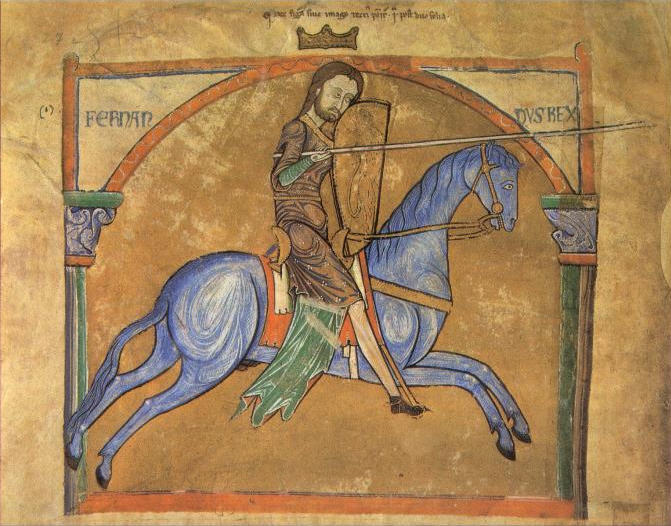
Ferdinand II., Miniatur 13. Jh.

Ferdinand II. (* 1137; † 22. Januar 1188 in Benavente) war König von León (1157–1188) und Galicien (1154–1188).

## Leben
Ferdinand war der jüngere Sohn des Königs Alfons VII. von León und Berenguela von Barcelona. Bereits seit dem Jahr 1154 König von Galicien, erhielt er nach dem Tod seines Vaters das Königreich Léon sowie Asturien, während sein älterer Bruder, Sancho III., Kastilien erhielt.
Nach der Thronbesteigung in León kam es zu Auseinandersetzungen mit dem leónischen Adel, in die sich auch Sancho III. einmischte. Im Jahr 1158 wurden diese Streitigkeiten durch den Vertrag von Sahagún beigelegt, in welchem Ferdinand und Sancho ihre Einflusszonen abgrenzten und Regelungen für die gegenseitige Nachfolge trafen. Doch am 31. August 1158 starb Sancho überraschend. Ferdinand übernahm die Vormundschaft für dessen minderjährigen Sohn Alfons VIII., fiel in Kastilien ein und nannte sich fortan „König von Spanien“. Im Jahr 1162 eroberte er die Stadt Toledo.
In der Folgezeit konnte Ferdinand seinen Machtbereich erneut vergrößern: Im Jahr 1162 übernahm er nach dem Tod Raimund Berengars IV. die Vormundschaft über dessen Sohn Alfons II. und damit faktisch die Macht in Aragón. Sein Einfluss auf Portugal stieg im Jahr 1165 durch seine Hochzeit mit Urraca, einer Tochter des Königs Alfons I.
Ferdinand nahm an der Reconquista teil und eroberte im Jahr 1166 Alcántara, Albuquerque und Elvas. Infolge eines Streits um Badajoz kam es 1168 zum Krieg mit Portugal, aus dem Ferdinand siegreich hervorging. Er zog gegen den Almohaden-Sultan von Marokko, Abu Yaqub Yusuf, ins Feld, dessen Truppen im Jahr 1173 die Stadt Ciudad Rodrigo eingeschlossen hatten, und besiegte diesen. Ein zweiter Krieg mit den Portugiesen (1177) endete mit der Niederlage derselben bei Argannal; ein zusammen mit portugiesischen Truppen gegen die Marokkaner unternommener Feldzug endete mit der Auflösung des marokkanischen Heers (1184).
In Kastilien verlor Ferdinand zunehmend an Einfluss. Bereits 1166 eroberte der kastilische Adel Toledo zurück. Ein im Jahr 1178 ausgebrochener Krieg gegen Kastilien konnte erst 1183 endgültig beendet werden.

## Sonstiges
Auf Ferdinand II. geht die im Jahr 1170 erfolgte Gründung des Santiagoordens zurück.

## Ehen und Nachkommen
- Im Jahr 1165 heiratete Ferdinand Urraca, Tochter des portugiesischen Königs Alfons I. und dessen Ehefrau Mathilde von Savoyen. Aus dieser Ehe ging der spätere König Alfons IX. (1171–1230) hervor. Da Ferdinand mit Urraca nah verwandt war – ihr gemeinsamer Urgroßvater war Alfons VI. von Kastilien – war ein päpstlicher Dispens erforderlich. Diesen verweigerte Papst Alexander III. jedoch, weshalb die Ehe im Jahr 1175 aufgelöst wurde.
- Im Jahr 1178 ging Ferdinand die Ehe mit Therese de Trava ein, einer Tochter des Ferdinand Pérez Graf von Trastámara, Witwe des Grafen Nuño Pérez von Lara. Therese starb jedoch bereits am 7. Februar 1180 kinderlos.
- Im Jahr 1187 heiratete Ferdinand seine bisherige Mätresse Urraca López de Haro, Tochter des Grafen von Biscaya, Lope Díaz I. de Haro, und Schwester von Diego López II. de Haro. Sie gebar einen gemeinsamen Sohn, Sancho, Herr von Aguílar (1188–1220).